# Mikoen
Mikoen (Russisch: Микунь) is een stad in de Russische autonome republiek Komi. De stad ligt 96 km ten noorden van Syktyvkar.
Mikoen werd gesticht in 1937 als goelag en verkreeg de stadsstatus in 1959.
| 1959   | 1970   | 1979   | 1989   | 2002   |
| ------ | ------ | ------ | ------ | ------ |
| 11.300 | 10.400 | 11.300 | 12.507 | 11.680 |

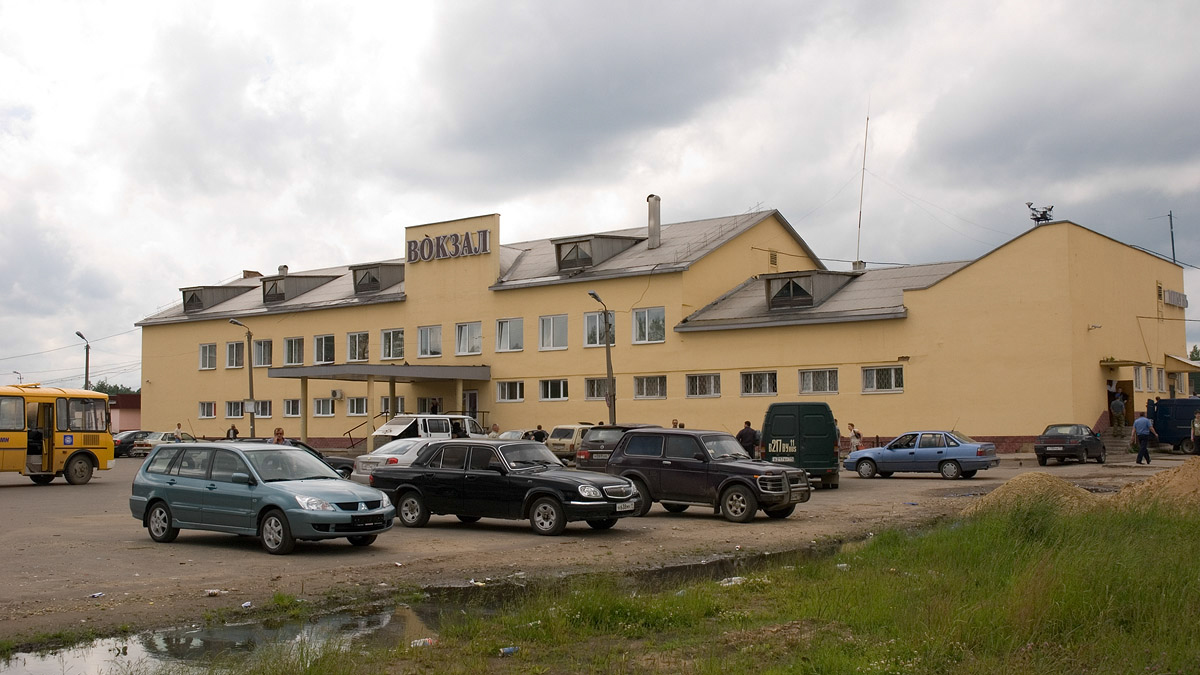
Het stationsgebouw
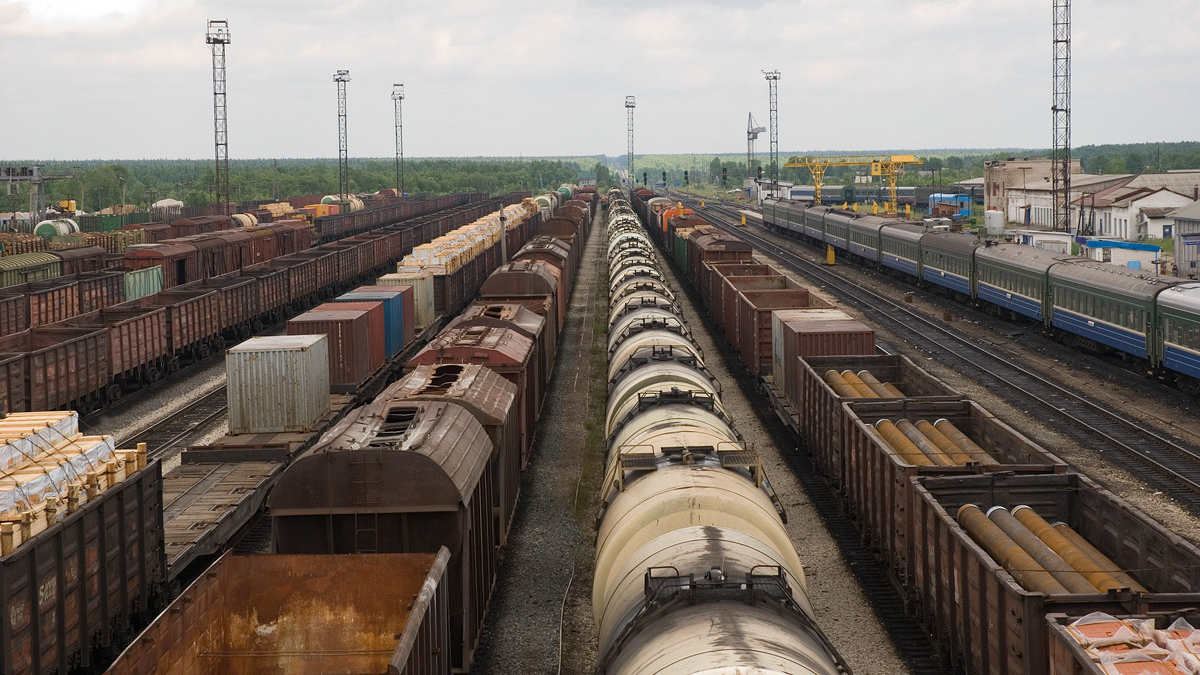
Het station
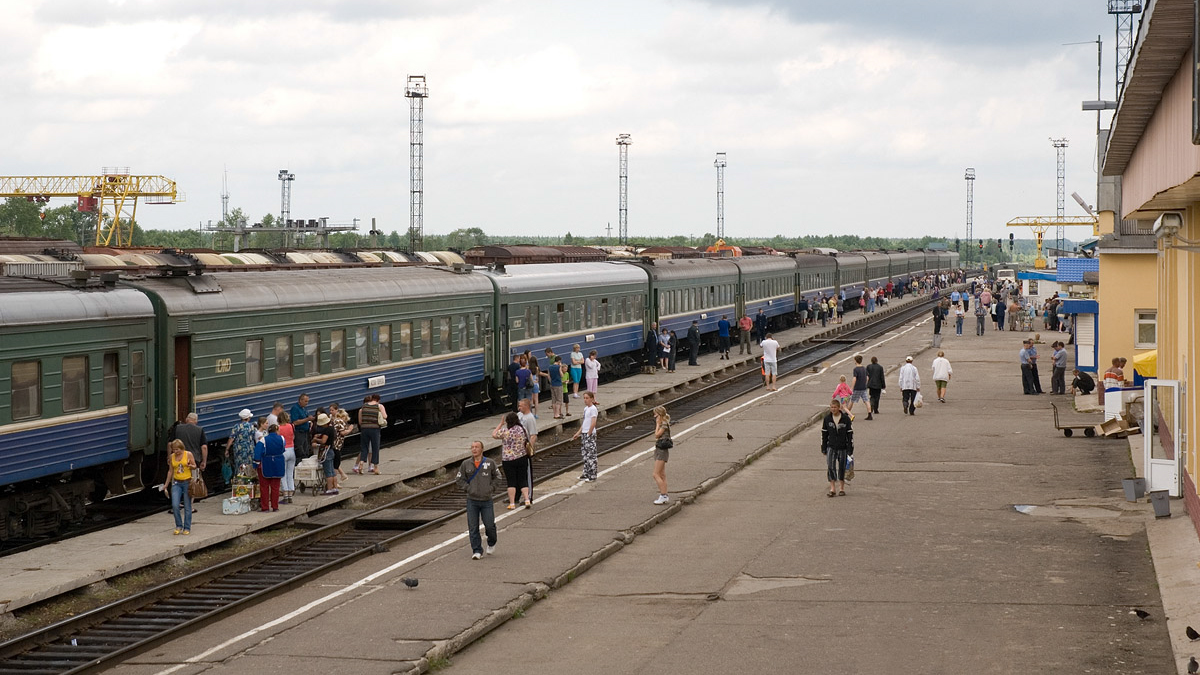
De trein in Mikun

Bestuurlijk centrum: Syktyvkar

Jemva · Inta · Mikoen · Oechta · Oesinsk · Petsjora · Sosnogorsk · Voektyl · Vorkoeta